# علي المعاون
علي المعاون (17 مارس 1917 - 18 يناير 1982) هو ممثل مصري.

## حياته ونشأته
مواليد 17 مارس 1917 وهو ممثل كومبارس مصري يتميز بضخامة الجسم والملامح القاسية فانحصرت أدواره في الشر وتجسيد رجل العصابات أو المخبر ومن أشهر أعماله دوره في فيلم «الكرنك» وهو يقوم بدور مخبر أمن الدولة الذي يعتدى على الفنانه سعاد حسنى.
توفي في 18 يناير 1982 عن عمر يناهز 65 سنة.
رصيده من الأعمال الفنية 86 عملاُ  منهم مسرحية واحدة (سيدتي الجميلة عام 1969)، ومسلسل تلفزيوني واحد (متاعب المهنة عام 1970)، 84 فيلماً.

## أهم أفلامه
فيلم «حسن بيه الغلبان» للمخرج هنري بركات عام 1982
فيلم «حكمتك يارب» للمخرج حسام الدين مصطفى عام 1976
فيلم «الأرض» للمخرج يوسف شاهين عام 1970
فيلم «سوق السلاح» للمخرج كمال عطية عام 1960
فيلم «ليلة الدخلة» للمخرج مصطفى حسن عام 1950

## وصلات خارجية
https://elcinema.com/person/1007088 علي المعاون
https://dhliz.com/artist/SmKolwNDyBA/ علي المعاون
https://karohat.com/Person/959220d9-2536-44f7-b695-e4ade88e9942 علي المعاون